# Gare de Ferdrupt
La gare de Ferdrupt était une gare ferroviaire française de la ligne d'Épinal à Bussang, située sur le territoire de la commune de Ferdrupt, dans le département des Vosges en région Lorraine.
La commune est desservie par un service de cars TER Lorraine (Ligne 8).

## Situation ferroviaire
Établie à 454 mètres d'altitude, la gare de Ferdrupt était située au point kilométrique (PK) 44,093 de la ligne d'Épinal à Bussang, entre les gares de Rupt-sur-Moselle (fermée) et de Ramonchamp (fermée).

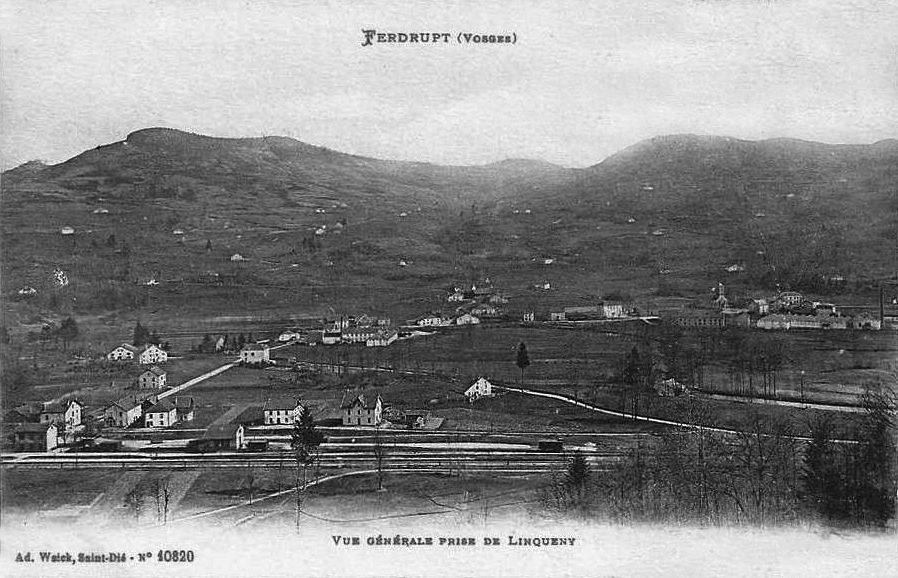
Vue générale avec la gare au premier plan, vers 1900.

## Histoire
La section de ligne, entre Remiremont (gare ouverte la plus proche) et l'ancien terminus de Bussang, a été déclassée le 15 novembre 1993 du PK 27,607 au PK 60,302 (ancienne fin de ligne). Les installations ont ensuite été déposées et la plate-forme est devenue la Voie verte des Hautes-Vosges.

## Service des voyageurs
Il n'y a plus de desserte ferroviaire, la gare la plus proche est Remiremont. Un service de cars TER Lorraine (ligne 8 : Remiremont - Bussang) dessert la commune.